# ستيلو

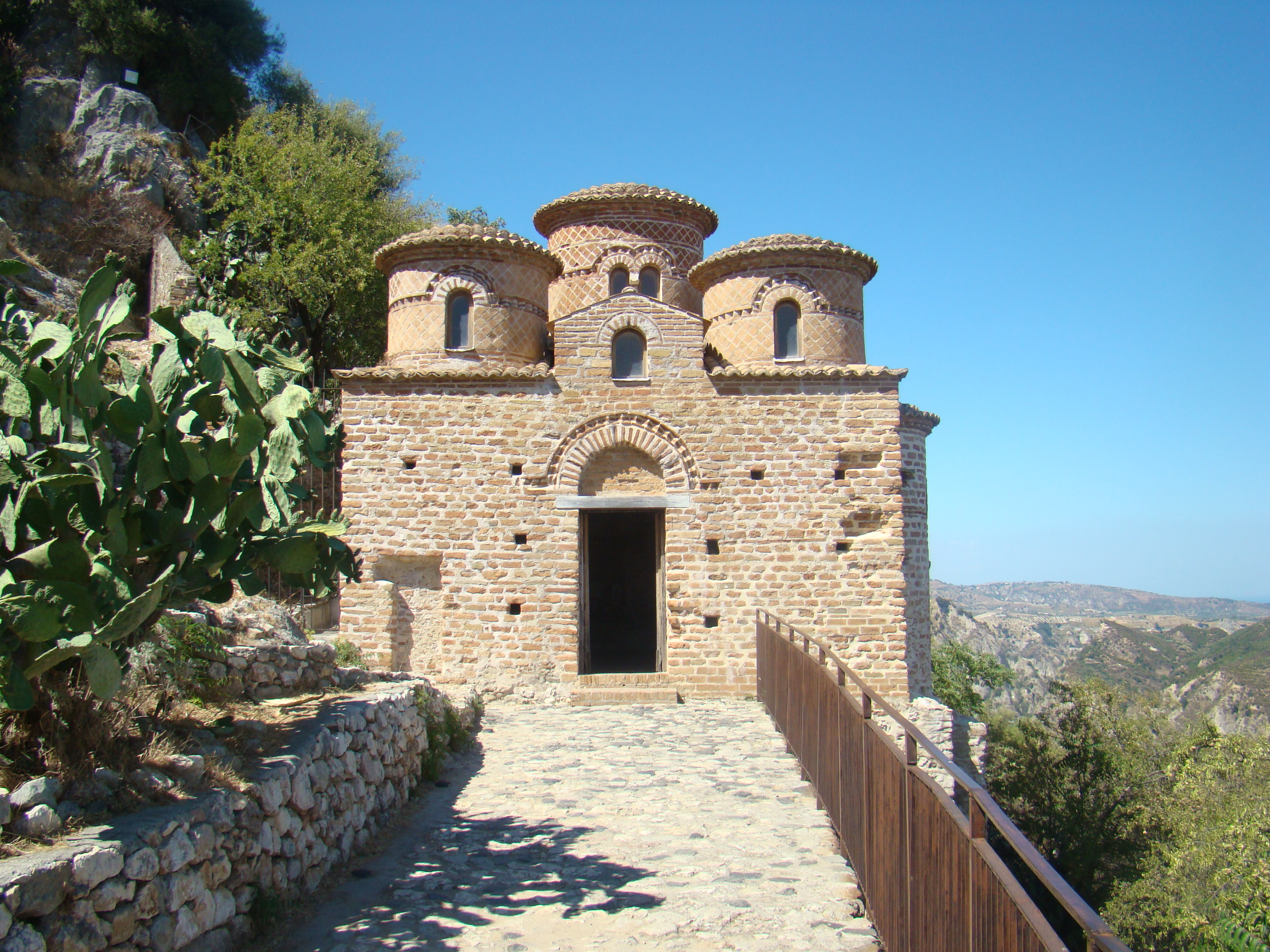

ستيلو أو استيلو هي مدينة تقع في مقاطعة ريو قلورية في إيطاليا. وتبعد ب151 كم عن رية قلورية.

## السكان
في سنة 1861 بلغ عدد السكان 2٬181 نسمة، وتطور العدد ليصل في سنة 2011 لـ 2٬687 نسمة.
يظهر هذا المخطط البياني تطور النمو السكاني لـ ستيلو

## معرض صور

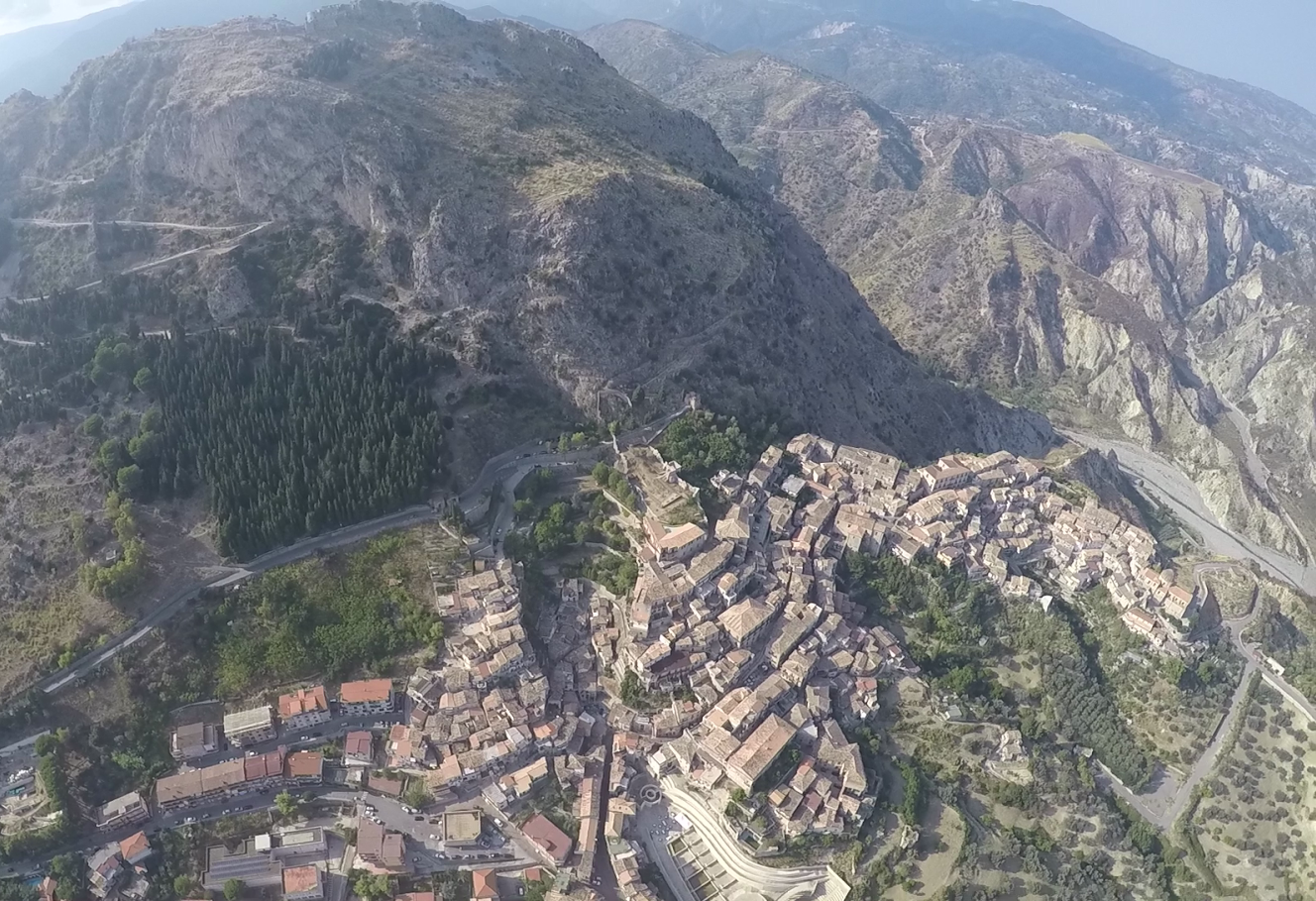
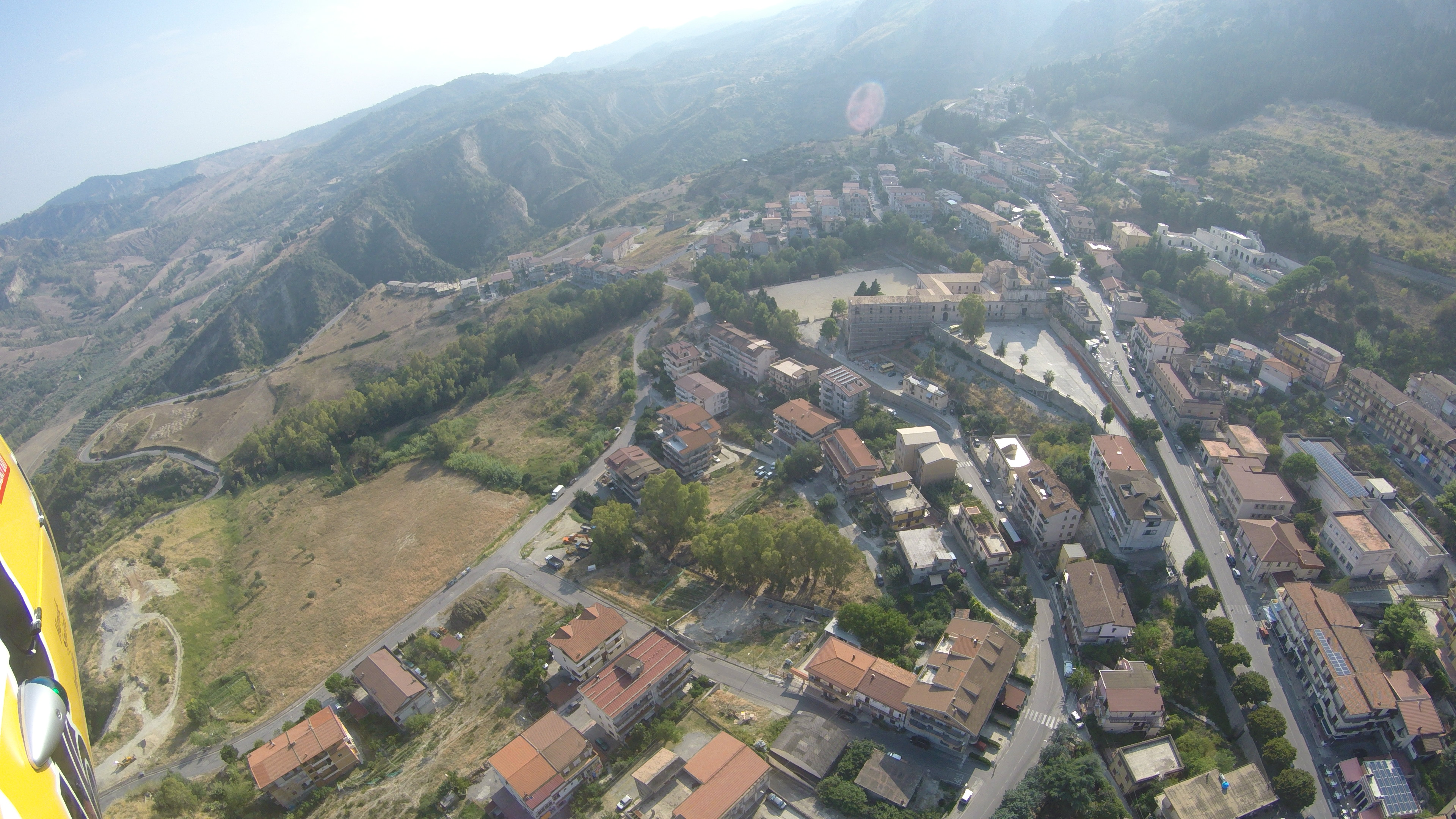
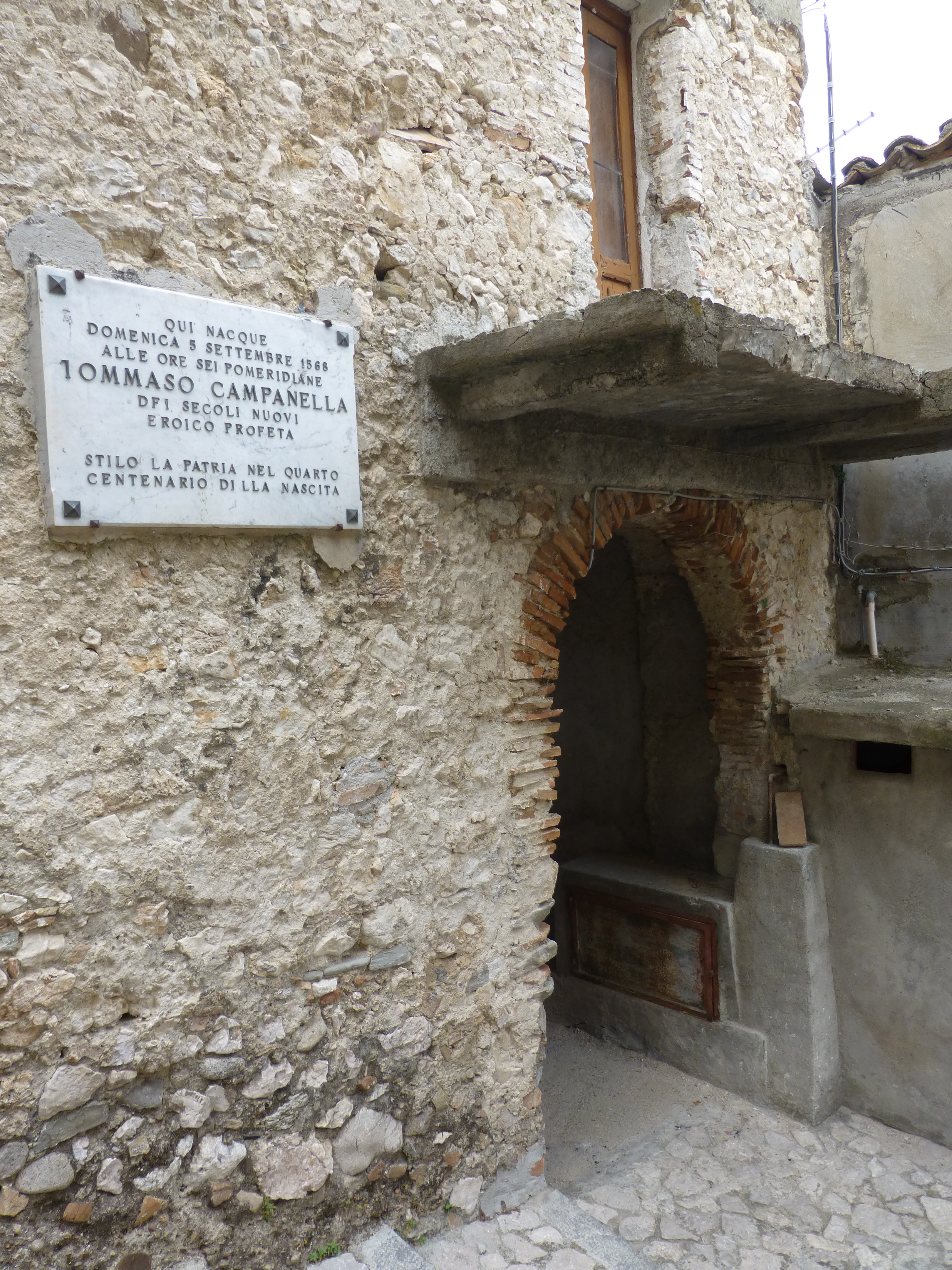
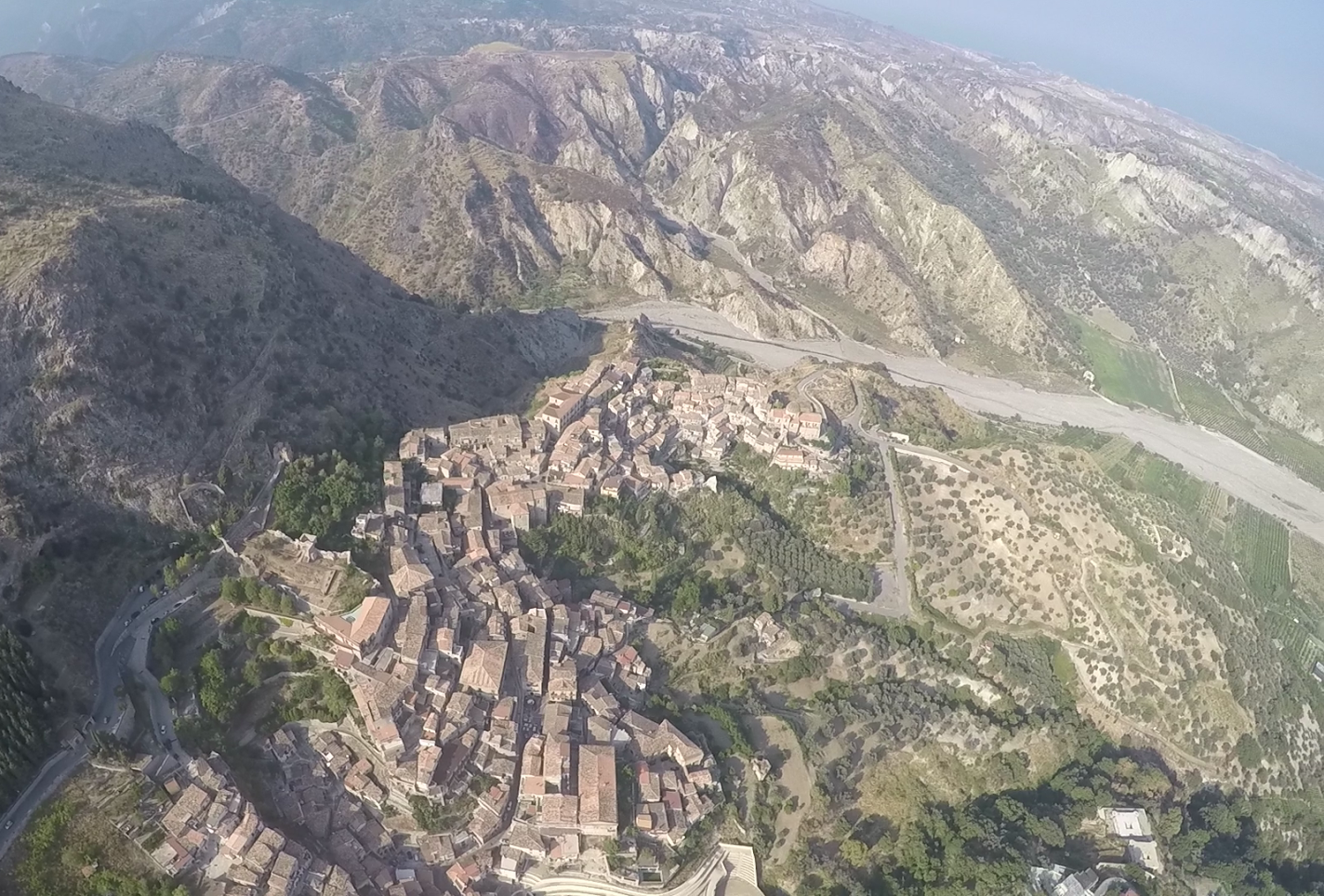

## أعلام
- توماسو كامبانيلا